# جبلة بن سحيم
أبو سويرة جبلة بن سحيم التيمي الكوفي وقيل: الشيباني. من ثقات التابعين بالكوفة، توفي في سنة خمس وعشرين ومائة.

## روايته للحديث النبوي
- حدث عن: معاوية، وابن عمر، وعبد الله بن الزبير، وحنظلة رجل من الصحابة، وغير واحد.
- روى عنه: أبو إسحاق الشيباني، وحجاج بن أرطاة وشعبة،والثوري، وقيس بن الربيع وآخرون.
- الجرح والتعديل: قال أبو حاتم الرازي: ثقة صالح الحديث. وقال أحمد بن حنبل: ثقة وقال أحمد بن شعيب النسائي: ثقة وقال أحمد بن صالح الجيلي: ثقة وقال ابن حجر العسقلاني: ثقة وقال الذهبي: ثقة وقال سفيان الثوري: ثقة. ووثقه شعبة بن الحجاج. وقال يحيى بن سعيد القطان: ثقة. وقال يحيى بن معين: ثقة، ومرة: ثقة كيس، حسن الحديث. وقال يعقوب بن سفيان الفسوي: ثقة